# 川島孝幸
川島孝幸（1979年8月4日—），日本雜技體操1996年獲得世界選手權總合第六名，更在2003年獲得tumbling全日本總冠軍。曾經當過中華料理店的店員、筋肉歌舞劇團的團員，同時也是極限體能王SASUKE的參賽選手之一，且不時創下許多佳績。

## 極限體能王的戰歷

### 第1回大會、第4回大會
第1回出場時，川島只有18歲，但是還是以驚人的實力闖過各個難關，在第三舞台也是存活下來的六個人之一，於是一口氣闖進了最終舞台，但是在只差4公尺的地方時間到。是史上第一位、也是最年輕挑戰最終舞台的人。1998年，川島從學校畢業，在一間中華料理店擔任便當配送員，於是在第4回大會也出場了。當然這一次他也以驚人的實力闖過了第一舞台、第二舞台，來到了第三舞台。但是這一次也拿新設的關卡巔峰戰士沒轍，在這裡出局。這一次是川島最後一次以10幾歲的年齡參加極限體能王。

### 第18回大會～第22回大會、第29回大會
事隔八年，川島孝幸再次現身於極限體能王的舞台，第18回大會大改版之後，川島在賽前曾說「想再試試自己的實力」，於是27歲的他再度挑戰極限體能王。經過大改版以後，他仍然是關關難過關關過，來到了第六關卡Great Wall。但是就連跳躍力超好的他，也無法越過這一道牆，首次在第一舞台嘗到失敗的苦果。後來川島展開了復仇行動，第19回也來參賽，這一次是在鋼管迷宮出錯，中途浪費了太多時間，到蜘蛛跳躍就只剩下20多秒了。雖然難度加高的蜘蛛跳躍過關了，但在乘風破浪時間到。第20回則成了乘風破浪連續出局事件的犧牲者之一。第21回大會他仍然不死心的參加極限體能王，但是這次在有絕對自信的跳躍關卡蜘蛛跳躍出局，本人也難以相信這個結果。這也讓他見識到，只要出了一點小差錯，都會成為極限魔城的祭品。第22回首次以90幾號選手的身分出場，但在新設的滑降飛抓因衝力不夠沒能抓到網子而落水。也就是說，在大改版的第18回大會以後，他的成績就一直低迷不振。第29回相隔7回大會再次出場，當時已經33歲了，在新設的旋轉刺蝟脫落。之後就沒有在參賽了。

## 歷屆極限體能王參賽結果
粗體和★為當大會最優秀成績，（）內顯示當大會的號碼。○內的符號代表當大會的名次
- 第1回大會  （49）  F-18 攀繩（剩約4公尺，史上最年輕的最終舞台挑戰者）★①
- 第4回大會  （43）  3-16 巔峰戰士（2→3個間隔）⑥
- 第18回大會 （72）  1-06 Great Wall（時間到）
- 第19回大會 （61）  1-05 乘風破浪（畫面全剪，挑戰前時間到）
- 第20回大會 （1952）1-05 乘風破浪
- 第21回大會 （80）  1-04 蜘蛛跳躍（中途剪接）
- 第22回大會 （93）  1-07 滑降飛抓（中途剪接）
- 第29回大會 （64）  1-03 旋轉刺蝟（畫面全剪）